# GVFS

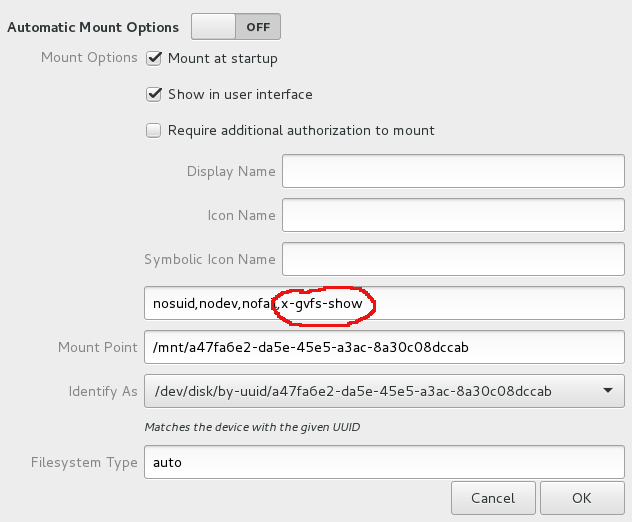
Captura de pantalla de Disco GNOME

GVFS es un reemplazo para GNOME VFS, el sistema virtual de archivos de GNOME. GVFS soporta, opcionalmente, sistemas de archivos virtuales montados a través de sistemas de archivos en espacio de usuario.
GVFS consta de dos partes: una biblioteca compartida que cargan las aplicaciones que soportan GIO y GVFS en sí, y una colección de demonios que se comunican entre ellos y con el módulo de GIO sobre D-Bus. Esto mueve los sistemas de archivos virtuales fuera de los procesos cliente, al contrario que GnomeVFS, pero de forma parecida a KIO.
Los «backend» soportados incluyen integración con HAL, SFTP, FTP, WebDAV, SMB, ObexFTP, y soporte para montado de archivos (a través de libarchive).
Hasta julio de 2009 se habían portado a GIO 107 de los 113 componentes de GNOME como parte necesaria para soportar URI de GVFS. Para los componentes que no soportan URI de GVFS, se usa el módulo GVFS-Fuse, que proporciona rutas absolutas a las aplicaciones, montado sobre una carpeta en la carpeta personal del usuario en ~/.gvfs/ o /run/user/$USERNAME/gvfs o $XDG_RUNTIME_DIR/gvfs.